# Крещенский (Новосибирская область)
Креще́нский — посёлок в Убинском районе Новосибирской области. Входит в состав Убинского сельсовета.

## География
Площадь посёлка — 25 гектаров.

## Население
| 2002 | 2007 | 2010 |
| ---- | ---- | ---- |
| 93   | ↘91  | ↘67  |

## Инфраструктура
В посёлке по данным на 2007 год функционирует 1 учреждение здравоохранения.